# 통영 충렬사 동백나무
통영 충렬사 동백나무(統營 忠烈祠 동백나무)는 대한민국 경상남도 통영시 명정동, 충렬사에 있는 동백나무이다. 1985년 1월 14일 경상남도의 기념물 제74호 충렬사 동백나무로 지정되었다가, 2018년 12월 20일 현재의 명칭으로 변경되었다.

## 개요
동백나무는 차나무과에 속하는 나무로 우리나라를 비롯하여 일본·중국 등의 따뜻한 지방에 분포하고 있다. 우리나라에서는 남쪽 해안이나 섬에서 자란다. 꽃은 붉은색으로 이른봄에 피는데 매우 아름다우며 꽃이 피는 시기에 따라 춘백(春栢), 추백(秋栢), 동백(冬栢)으로 부른다.
충렬사 동백나무는 높이가 6.3m, 둘레가 1m이며, 나이는 약 300년으로 충렬사가 건립된 지 약 80년 후에 심은 것으로 추측된다. 매년 12월부터 이듬해 4월까지 꽃이 피는데, 예로부터 꽃이 유난히 붉고 탐스러워 풍어제를 지낼 때 동네 처녀들이 물동이에 동백꽃잎을 띄워 바쳤다고 한다.
통영시는 시목을 동백나무로, 시화를 동백꽃으로 하고 있어 동백은 통영시민들이 가장 사랑하는 꽃과 나무라 할 수 있다.

## 같이 보기
- 통영 충렬사

## 참고 문헌
- 통영 충렬사 동백나무 - 국가유산청 국가유산포털